# Хошкьой (вилает Родосто)
Хошкьой или Хора (на турски: Hoşköy) е село в Източна Тракия, Турция, Вилает Родосто, околия Шаркьой.

## География
Хошкьой е разположено югозападно от Родосто на северния бряг на Мраморно море.

## История
В началото на XX век Хора е гръцко село в Османската империя. 

## Личности
Родени в Хошкьой
- Доротей Мосхидис (1862 - 1911), гръцки духовник
- Панарет Константину (1785 - 1878), гръцки духовник
- Поликарп Константинидис (1843 - 1906), гръцки духовник
- Самуил Мелнишки (? - 1830), гръцки духовник
- Синесий Родоски (1799 - 1879), гръцки духовник
- Хрисант Дзунис (? - 1873), гръцки духовник

Починали в Хошкьой
- Дионисий Кардарас (1817 - 1879), гръцки духовник
- Тимотей Ламбридис (? - 1875), гръцки духовник